# Matthias Kienzer
Matthias Kienzer (* 3. Juli 1980 in Wien) ist ein ehemaliger österreichischer Handballspieler.

## Karriere
Der gebürtige Wiener begann seine aktive Profi-Karriere 1999 bei den Aon Fivers Margareten. Davor war er bereits für denselben Verein in diversen Jugendligen aktiv. Mit Ende der Saison 2010/2011 beendete der 1,78 Meter große Rechtsaußen mit einem Meistertitel seine aktive Handball-Karriere.

## Erfolge
- 1× Österreichischer Meister (mit den Aon Fivers)
- 1× Österreichischer Pokalsieger (mit den Aon Fivers)

## HLA-Bilanz
| Saison    | Verein                         | Spielklasse | Tore | 7-Meter | Feldtore |
| --------- | ------------------------------ | ----------- | ---- | ------- | -------- |
| 2008/09   | Handballclub Fivers Margareten | HLA         | 75   | 0/2     | 75       |
| 2009/10   | Handballclub Fivers Margareten | HLA         | 68   | 0       | 68       |
| 2010/11   | Handballclub Fivers Margareten | HLA         | 20   | 0       | 20       |
| 2008–2011 | gesamt                         | HLA         | 163  | 0 (0 %) | 163      |